# Стерніт

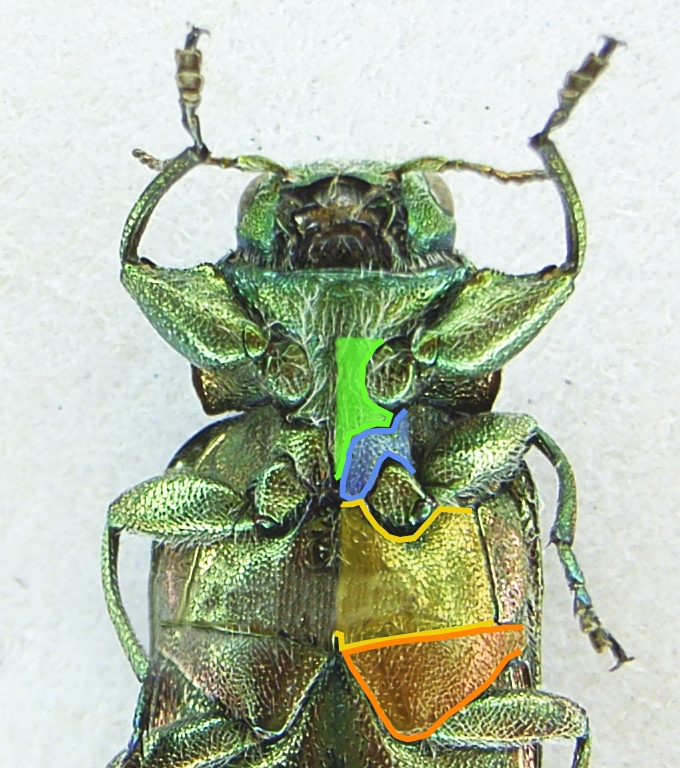
Нижня поверхня тіла златки бронзової дубової. Грудні стерніти: зелений — простернум, синій — мезостернум, жовтий — метастернум

Стерніт (лат. sternitis, від sternum — «груди») — черевна склеротизована частина сегментарного кільця членистоногих, на відміну від тергітів, склеротизованих утворів спинної поверхні сегменту, та плейритів, бічних частин.
Ступінь розвитку стернітів і їхня будова у різних групах членистоногих різні. Як правило вони дещо менші (а на сегментах, що несуть кінцівки, нерідко значно менші), ніж тергіти, але в деяких групах стерніти можуть перевищувати тергіти за розмірами. Так, у імаго жуків стерніти черевця помітно ширше тергітів, причому останні занурені в западину та підносяться з боків краями перших.

## У комах
Стерніти грудних сегментів крилатих комах утворюють стернум, або грудку. Таким чином, перший стерніт має назву простернум, або передньоспинка; другий — мезостернум, або середньогрудка; третій — метастернум, задньогрудка. До стернітів грудей кріпляться дорзовентральні м'язи, що піднімають крило. У бабок ці м'язи редуковані, тому й грудні стерніти невеликі.
У імаго багатьох комах з повним перетворенням (наприклад двокрилих, метеликів, волохокрильців) основи ніг зближені, а стерніти, що розташовані між ними занурені всередину грудей і видимі лише при розтині. У цьому разі їх називають криптостернітами.

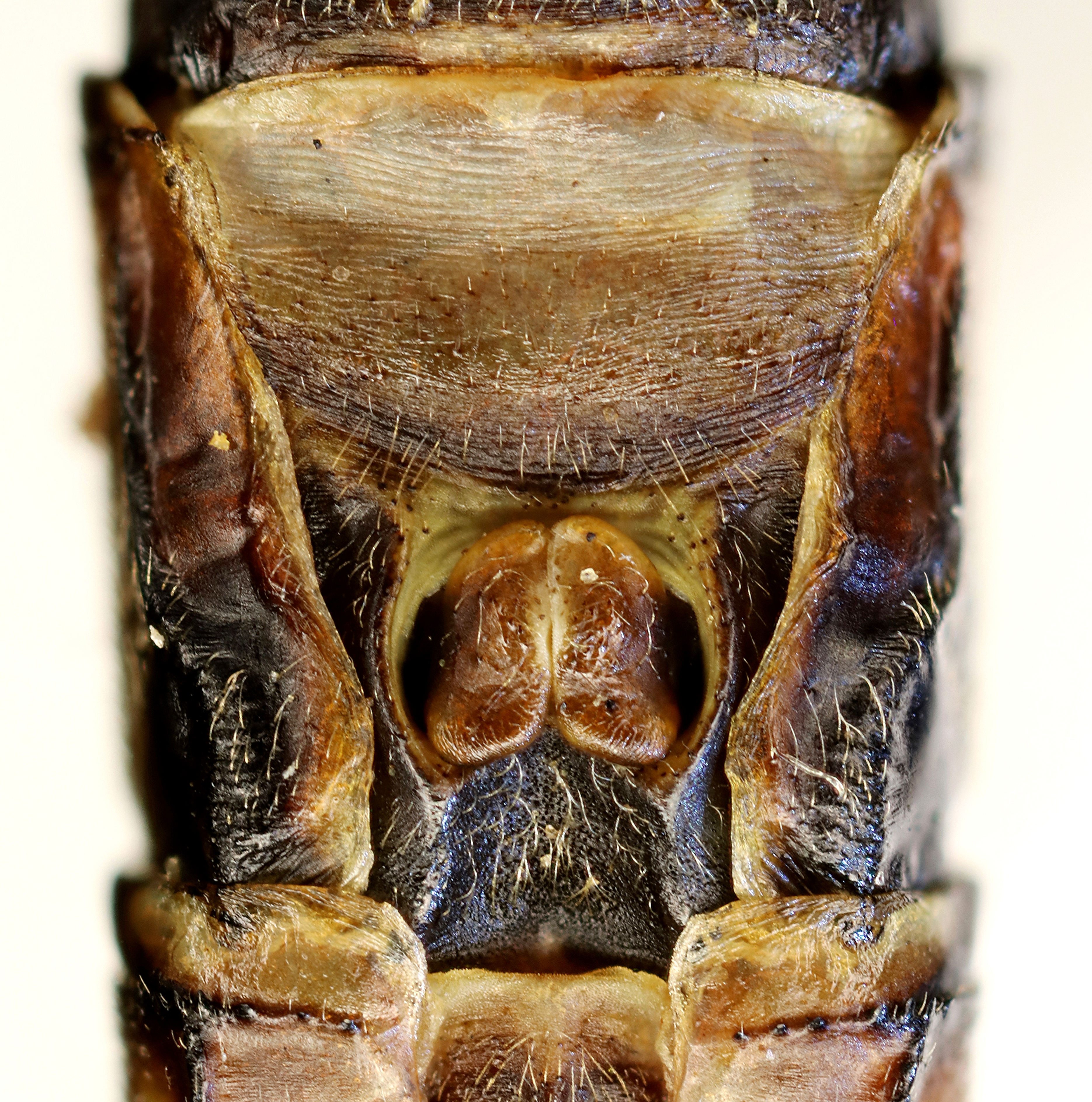
9-й стерніт черевця (гіпандрій) самця бабки роду коромисло

Кількість тергітів черевних сегментів у комах часто не збігається з кількістю стернітів. Зазвичай 1—3 стерніти редуковані. Зокрема в прямокрилих редукований 1-й стерніт, а 10-й та 11-й утрачені.
8-й чи 9-й стерніт черевця часто збільшений, його називають генітальною платівкою. У самця вона називається гіпандрій. Кінцевий стерніт у прямокрилоподібних несе короткі паличкоподібні придатки — грифельки. У термітів на 4 стерніті черевця відкриваються залози, що секретують феромони.